# Провански салеп
Провански салеп (Orchis provincialis) е многогодишно тревисто растение от семейство Орхидеи. Критично защитен вид в България.

## Описание
Прованският салеп е многогодишно тревисто растение с 2 яйцевидни грудки. Цъфти май-юни, плодоноси юни-юли. Насекомоопрашващо се растение. Размножава се вегетативно и със семена. Вегетативното размножаване се осъществява чрез 2 – 3 вегетативни розетки от едно коренище.

## Разпространение
Прованскиянт салеп е един от редките тревисти видове от сем. Салепови. В България се среща в Източните Родопи (край селата Чакаларово, Кирково, Лозенградци) и в Странджа.

## Мерки за защита в България
Прованския салеп е включен в „Червената книга на България“. През 2013 г. са създадени 2 защитени местности за опазването на вида:
- Защитена местност „Находище на провански салеп - с. Лозенградци“ с площ 7.07 хектара, до село Лозенградци, общ. Кирково, обл. Кърджали;
- Защитена местност „Находище на провански салеп - с. Априлци“[3] с площ 0.56 хектара, до село Априлци, общ. Кирково, обл. Кърджали